# Helicteres isora
Helicteres isora är en malvaväxtart som beskrevs av Carl von Linné. Helicteres isora ingår i släktet Helicteres och familjen malvaväxter. Inga underarter finns listade i Catalogue of Life.

## Bildgalleri

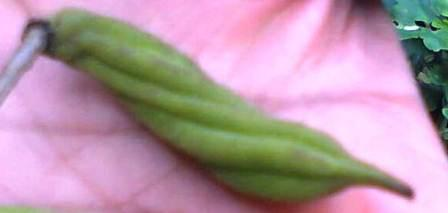
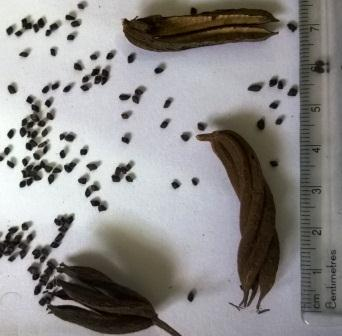
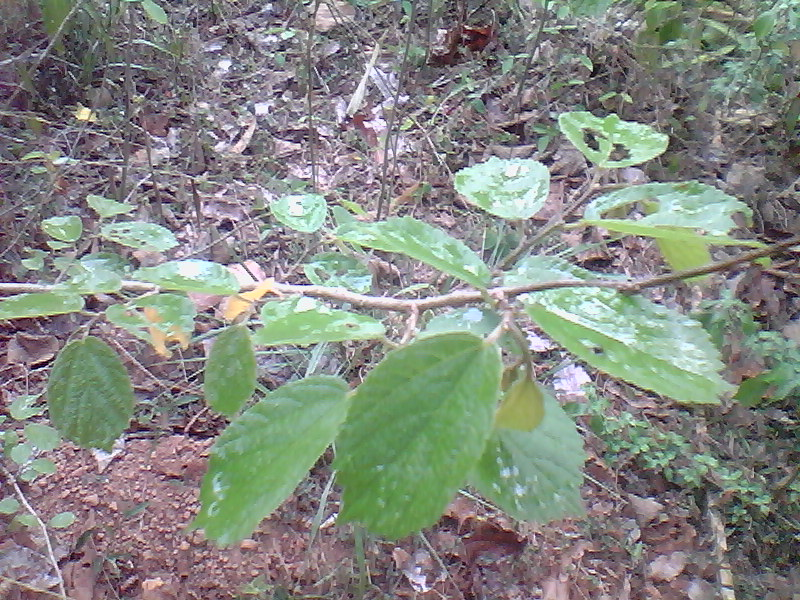
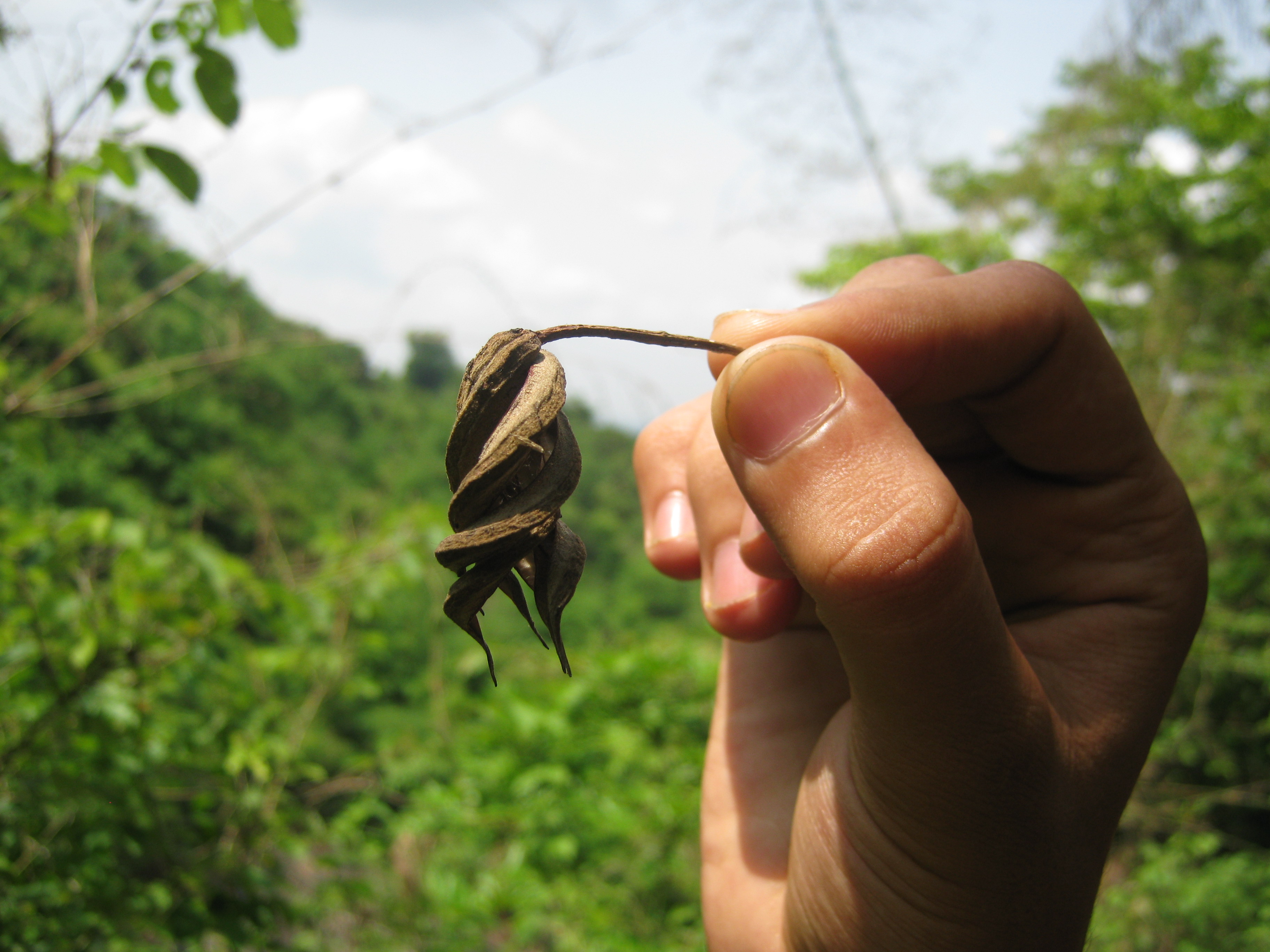
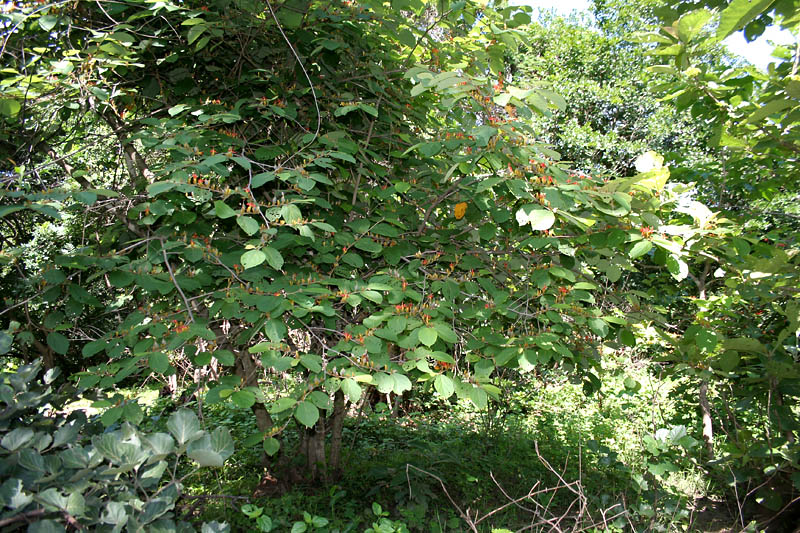
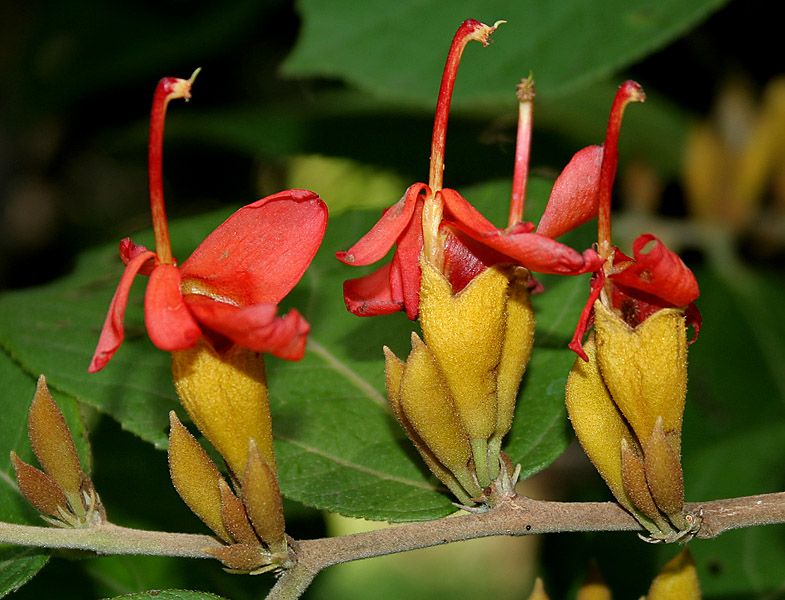